# Elachyophtalma megaxantha
Elachyophtalma megaxantha är en fjärilsart som beskrevs av Walker 1866. Elachyophtalma megaxantha ingår i släktet Elachyophtalma och familjen silkesspinnare. Inga underarter finns listade i Catalogue of Life.